# ورندل (مینه‌سوتا)
ورندل، مینه‌سوتا (به انگلیسی: Verndale, Minnesota) یک شهر در ایالات متحده آمریکا است که در شهرستان وادنا، مینه‌سوتا واقع شده‌است.

## خصوصیات
ورندل ۲٫۵۴ کیلومترمربع مساحت و ۶۰۲ نفر جمعیت دارد و ۴۱۱ متر بالاتر از سطح دریا واقع شده‌است.